# 京都市立錦林小学校
京都市立錦林小学校（きょうとしりつ きんりんしょうがっこう）は、京都市左京区にある公立小学校。

## 沿革
1869年（明治2年）に京都で開校した64の番組小学校の一つである上京第32番組小学校をルーツに持つ学校である。上京第32番組（のちの上京第32区、上京第32組）は鴨川沿いの地区であるが、当時まだ京都（上京・下京）に含まれていなかった浄土寺村や鹿ケ谷村などの近郊地区に分校を設けたことで広い校区を有することとなり、1900年（明治33年）に現在地（岡崎）へ移転した。第三錦林小学校（鹿ケ谷）・第四錦林小学校（吉田）は本校から分かれた学校であり、かつては第二錦林小学校も存在した。
- 1869年（明治2年）8月21日 - 上京第32番組小学校として校舎新築・開校[2]。（発足：11月21日[1]）
- 1872年（明治5年）5月 - 上京第32区小学校と改称[2]。
- 1875年（明治8年）1月 - 校名を錦織に改称、秋築町に移転[2]。
- 1881年（明治14年）
  - 5月 - 浄土寺分校創立[2]（当時は愛宕郡浄土寺村）。
  - 10月 - 鹿ケ谷分校創立[2]（当時は愛宕郡鹿ケ谷村）。
- 1888年（明治20年）7月 - 小学校令により錦織尋常小学校と改称[2][3]。
- 1889年（明治21年） - 鹿ヶ谷・浄土寺・岡崎・聖護院・吉田・粟田口・南禅寺村が上京区に編入され、新たに上京第34組を編成する[4]。
- 1892年（明治25年）6月 - 小学校を運営する学区として、上京第32組を上京第34組を合わせて、上京第27学区（のちに錦林学区に改称。）が成立[5]。
- 1893年（明治26年）3月 - 錦織・吉田・浄土寺・鹿ケ谷校の4校が合併し、錦林尋常小学校と改称[2][6]。
- 1900年（明治33年） - 現在地に校舎移転[7]。
- 1902年（明治35年）4月 - 錦林小学校の東側（現在は錦林小学校校庭）に第二錦林小学校を設置。校区は同一で、男児が錦林校に、女児が第二錦林校に通学した[2][8]。

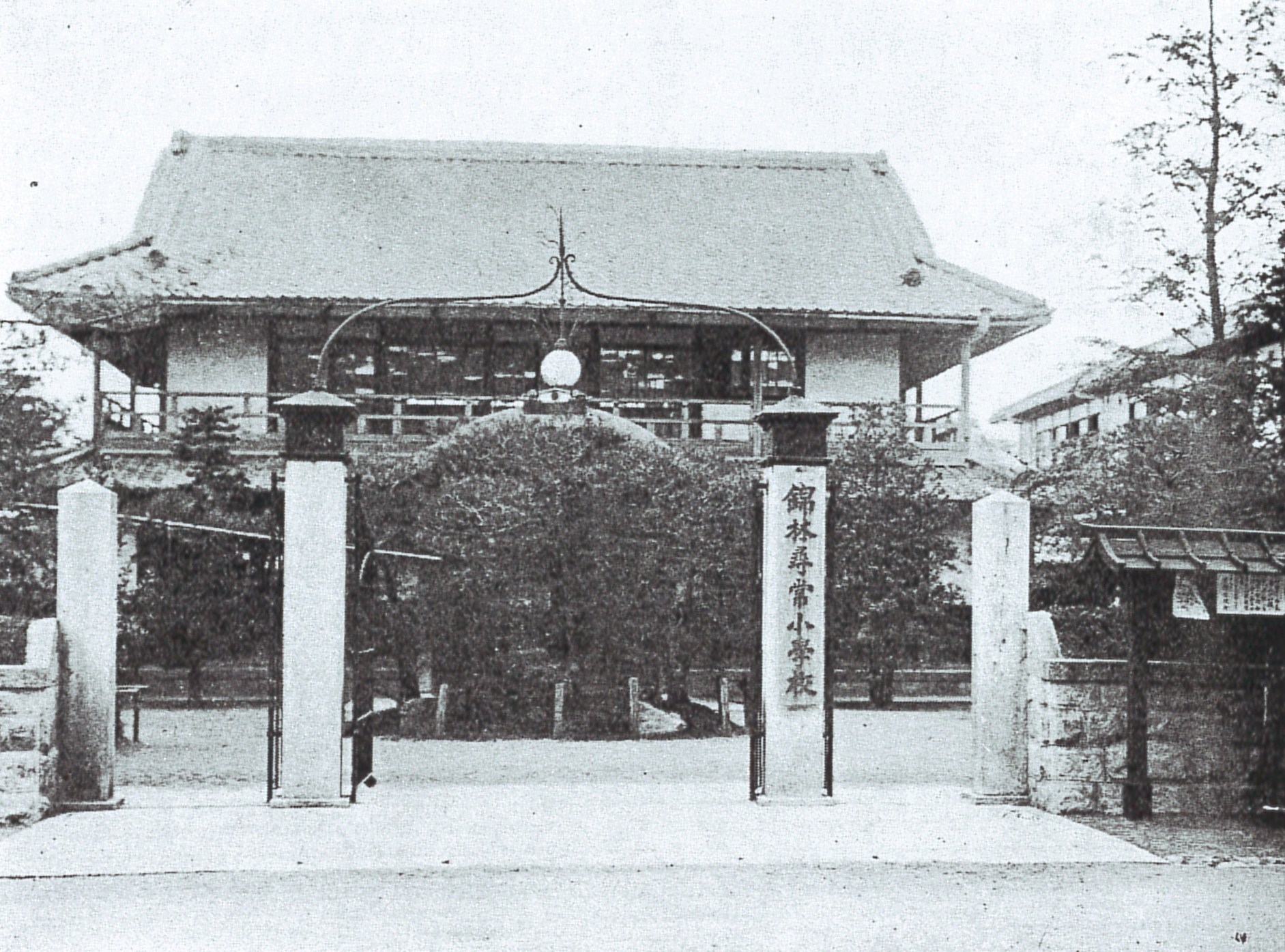
錦林尋常高等小学校（1918年）

- 1903年（明治36年）6月4日 - 高等科を設置、錦林尋常高等小学校と改称[2]。
- 1908年（明治41年） - 高等科を廃し、錦林尋常小学校と改称[6]。
- 1923年（大正12年） - 第三錦林小学校が分立[9]。
- 1931年（昭和6年） - 第四錦林小学校が分立[9]
- 1934年（昭和9年） - 第二錦林小学校を府立第一中学校跡地（現在の近衛中学校敷地）に移転することが決定[8]
- 1936年（昭和11年） - 第二錦林小学校新校舎完成。錦林小学校と校区を分け、男女共学となる[8]
- 1941年（昭和16年）4月1日 - 国民学校令により錦林国民学校と改称[2]。
- 1942年（昭和17年） - 錦林学区が廃止される[10]。
- 1947年（昭和22年）4月1日 - 学制改革により京都市立錦林小学校と改称[2]。
- 1948年（昭和23年） - 第二錦林小学校は閉校、その校区は錦林小・第三錦林小・春日小に分割・編入された[8]。その跡地には京都市立近衛中学校が開設された。
- 1954年（昭和29年）4月 - 福ノ川分校開設[2]。
- 1969年（昭和44年） - 創立100周年[2]。『錦林校百年史 : 錦林小学校創立100周年記念誌』を発行。
- 1976年（昭和51年） - 福ノ川分校閉鎖。京都市立白河養護学校（現在の京都市立白河総合支援学校）になる[2]。
- 2013年 (平成25年）4月3日  - 京都市立新洞小学校を統合[2][3]

## 通学区（校区）
錦林小学校の通学区は、京都市の地域区分である「元学区」でいうと新洞学区、川東学区、聖護院学区、岡崎学区の全部と、吉田学区、錦林東山学区の一部（吉田近衛町、吉田下大路町、粟田口鳥居前町）に当たる。

### 通学区の変遷
| 開校 - 明治23年 | 明治23年 - 大正12年 | 大正12年 - 昭和6年 | 昭和6年 - 昭和11年 | 昭和11年 - 昭和23年 | 昭和23年 - 昭和29年 | 昭和29年 - 昭和51年 | 昭和51年 - 平成25年 | 平成25年 - 現在 |
| --------------- | ------------------- | ------------------ | ------------------ | ------------------- | ------------------- | ------------------- | ------------------- | --------------- |
| 新洞            | 新洞                | 新洞               | 新洞               | 新洞                | 新洞                | 新洞                | 新洞                | 錦林            |
| 錦織            | 錦林                | 錦林               | 錦林               | 錦林                | 錦林                | 錦林                | 錦林                | 錦林            |
| 浄土寺分校      | 錦林                | 錦林               | 錦林               | 第二錦林※           | 錦林                | 福ノ川分校          | 錦林                | 錦林            |
| 鹿ケ谷分校      | 錦林                | 錦林               | 第四錦林           | 第四錦林            | 第四錦林            | 第四錦林            | 第四錦林            | 第四錦林        |
| 吉田            | 錦林                | 第三錦林           | 第三錦林           | 第三錦林            | 第三錦林            | 第三錦林            | 第三錦林            | 第三錦林        |

※ 第二錦林小学校の通学区は1948年（昭和23年）の閉校時、錦林・第三錦林・春日の3つの小学校の通学区に分割編入されている。

## 著名な卒業生
- 朝永振一郎[2]
- 宇野収
- 青木愛 (アーティスティックスイミング選手)
- トラウデン直美
- 辺見マリ